# Florence Foster Jenkins (pel·lícula)
|  | Aquest article tracta sobre la pel·lícula britànica. Si cerqueu la soprano estatunidenca, vegeu «Florence Foster Jenkins». |

Florence Foster Jenkins és una pel·lícula britànica de 2016 dirigida per Stephen Frears i protagonitzada per Meryl Streep. La pel·lícula explica la història de Florence Foster Jenkins, una hereva de Nova York que va esdevenir una cantant d'òpera famosa a causa de la seva poca habilitat cantant. S'ha doblat al català.

## Argument
Florence Foster Jenkins (Meryl Streep), una hereva de Nova York que té un club de música i que viu per la música, aspira a esdevenir cantant d'òpera amb l'ajuda del seu marit (Hugh Grant) i del seu pianista Cosmé McMoon (Simon Helberg), malgrat la seva poca habilitat afinant.

## Repartiment
- Meryl Streep: Florence Foster Jenkins
- Hugh Grant: St. Clair Bayfield
- Simon Helberg: Cosmé McMoon
- Nina Arianda: Agnes Stark
- Rebecca Ferguson: especialista
- John Kavanagh: Arturo Toscanini

## Premis
- Premis Oscar: Nominada a la millor actriu (Meryl Streep) i vestuari
- Globus d'Or: Nominada a la millor pel·lícula musical o còmica, actor, actriu i actor secundari.
- Premis David di Donatello: Nominada a Millor film de la Unió Europea
- Premis BAFTA: Millor maquillatge i perruqueria. 4 nominacions
- Premis Critics Choice: Millor actriu - comèdia (Meryl Streep). 3 nominacions

## Crítica
- "Tal vegada és la sostinguda aposta per les tonalitats tènues i la renúncia a carregar les tintes (...) el que converteix obres tan sucoses com aquesta en artefactes de limitat impacte comercial (...) Puntuació: ★★★ (sobre 5)"[4]

- "Florence Foster Jenkins és una pel·lícula modesta i agradable, però que al final sembla més petita que el seu tema, un retrat molt convencional d'una dona molt poc convencional."[5]

- "No hi ha notes falses en aquesta pel·lícula: Frears segueix estant totalment segur dins de la gamma emocional que ha triat. (...) Puntuació: ★★★ (sobre 5)"[6]